# Праченко Андрій Дмитрович
Андрій Дмитрович Праченко (15 вересня 1950, Львів, УРСР) — радянський і український кіноактор, кінорежисер.

## Біографія
У 1981-1982 роках закінчив акторський факультет Всесоюзного державного інституту кінематографії і режисерський факультет Київського державного інституту театрального мистецтва імені І. Карпенка-Карого.
Працює на телебаченні. Продюсер студії «Кіно» каналу «Інтер».
Член Національної Спілки кінематографістів України.

## Фільмографія
Знявся у фільмах:
- «Перша дорога» (Гліб)
- «Лаври» (Митько Череда)
- «Хлопчаки їхали на фронт» (Андрій Сизих)
- «Вигідний контракт» (Рябикін)
- «Мужність» (секретар райкому комсомолу)
- «Випадкова куля» (Васильєв)
- «Незручна людина» (1978)
- «Будьте напоготові, Ваша високосте!» (1978)
- «Від Бугу до Вісли» (Бойко),

також в епізодах стрічок:
- «Товариш бригада»
- «Там вдалині, за рікою»
- «Небо—земля—небо»
- «Місце спринтера вакантне»
- «Солдатки»
- «Гольфстрим» (1968)
- «Командир щасливої „Щуки“» (1972)
- «Дума про Ковпака» (1976)
- «Чужа дитина» та ін.

Режисер-постановник:
- «Одиниця „з обманом“» (1983. Друга премія XVII Всесоюзного кінофестивалю. Київ, 1984)
- «Капітан „Пілігрима“» (1986, т/ф)
- «Дама з папугою» (1988, співавт. сцен. з Михайлом Іллєнком)
- «Одіссея капітана Блада» (1991)
- «Близькі люди» (2004, т/с)
- «Новий російський романс» (2005, т/с; співавт. сцен.)
- «Вона сказала „Так“» (2007) та ін.